# Pristimantis spilogaster
Pristimantis spilogaster es una especie de anfibio anuro de la familia Craugastoridae.

## Distribución
Esta especie es endémica del departamento de Santander en Colombia. Habita en el municipio de Gámbita entre los 2200 y los 2400 m sobre el nivel del mar en la vertiente occidental de la Cordillera Oriental.

## Publicación original
- Lynch, 1984 : New frogs (Leptodactylidae: Eleutherodactylus) from cloud forest of northern Cordillera Oriental, Colombia. Contributions in Biology and Geology, Milwaukee Public Museum, vol. 60, p. 1-19.[5]